# Forciolo
Forciolo (korsisch U Furciolu) ist eine französische Gemeinde mit 90 Einwohnern (Stand 1. Januar 2022) im Département Corse-du-Sud in der Region Korsika. Sie gehört zum Arrondissement Ajaccio. Die Bewohner nennen sich Forciolais und Forciolaises.

## Geografie
Die Gemeinde Forciolo liegt etwa 35 Kilometer ostsüdöstlich von Ajaccio im korsischen Bergland. Das Siedlungsgebiet liegt zwischen 231 und 760 Metern über dem Meeresspiegel. Der Fluss Taravo bildet die östliche und südliche Gemeindegrenze. Die Nachbargemeinden sind Azilone-Ampaza im Norden, Zévaco im Nordosten, Olivese im Osten, Argiusta-Moriccio im Süden, Zigliara und Cardo-Torgia im Westen sowie Santa-Maria-Siché im Nordwesten.

## Sehenswürdigkeiten
- Pfarrkirche Saint-Pierre mit Ursprüngen aus dem ausgehenden Mittelalter, Erweiterungen und Restaurierungen im 19. Jahrhundert
- Ruine der Kapelle San Pietro di Panicali aus dem 12. Jahrhundert, seit 2009 als Monument historique eingeschrieben
- U Palazzu, Festes Haus

## Bevölkerungsentwicklung
| Jahr      | 1962 | 1968 | 1975 | 1982 | 1990 | 1999 | 2008 | 2019 |
| Einwohner | 140  | 132  | 106  | 75   | 56   | 69   | 76   | 81   |